# Aleksander Manterys
Aleksander Marek Manterys – polski socjolog, pracuje na Uniwersytecie Warszawskim w Instytucie Profilaktyki Społecznej i Resocjalizacji. Do 2010 roku redaktor naczelny Studiów Socjologicznych. Zastępca redaktora naczelnego kwartalnika Polish Sociological Review. Laureat Nagrody im. Stanisława Ossowskiego (1997), Polskiego Towarzystwa Socjologicznego.

## Prace
- Wielość rzeczywistości w teoriach socjologicznych (Warszawa 1997)
- Klasyczna idea definicji sytuacji (Warszawa 2000)
- Sytuacje społeczne (Kraków 2008)
- Redaktor naukowy (wspólnie z Grażyną Woroniecką) polskiego wydania Struktury teorii socjologicznej Jonathana Turnera (Warszawa 2004)
- Interakcjonizm symboliczny Herberta Blumera (Kraków 2007)